# Villers-en-Haye
Villers-en-Haye település Franciaországban, Meurthe-et-Moselle megyében. Lakosainak száma 159 fő (2022. január 1.). Villers-en-Haye Dieulouard, Gézoncourt, Griscourt, Rogéville, Rosières-en-Haye és Saizerais községekkel határos.

## Népesség
A település népessége az elmúlt években az alábbi módon változott:
| Lakosok száma | 174  | 161  | 148  | 167  | 185  | 181  | 179  | 170  | 165  | 159  |
|               | 1968 | 1982 | 1990 | 2006 | 2013 | 2015 | 2017 | 2019 | 2020 | 2022 |